# Романтичний лікар, вчитель Кім
Романтичний лікар, вчитель Кім (кор. 낭만닥터 김사부, англ. Dr. Romantic) — південнокорейський телесеріал із Хан Сок Ґю в головній ролі. Перший сезон виходив на телеканалі SBS з 7 листопада 2016 року по 16 січня 2017 року.
Другий сезон серіалу виходив з 6 січня по 25 лютого 2020 року. Третій сезон серіалу виходив з 28 квітня по 17 червня 2023 року.

## Сюжет
Історія про Бу Йон Джу, хірурга з потрійним сертифікатом, який колись був на вершині своєї справи та працював у найкращому медичному центрі Сеула, університетській лікарні Госан. Після травматичного інциденту він зникає і змінює своє ім'я на Кім Са Бу. Він починає працювати в невеликій лікарні під назвою Долдам, розташованої в провінції Ганвон.

## У ролях

### Головні ролі
- Хан Сок Ґю — Кім Са Бу (Вчитель Кім) / Пу Йон Джу
- Ю Йон Сок — Кан Дон Джу (1 сезон)
- Со Хьон Джін — Юн Со Джон (1 сезон)
- Ан Хьо Соп — Со У Джін (2-3 сезони)
- Лі Сон Ґьон — Чха Ин Дже (2-3 сезони)
- Кім Чу Хон — Пак Мін Гук (2-3 сезони)

## Адаптації
- Турецька адаптація серіалу під назвою Міський лікар, який вийшов на TRT 1 у 2022 році.